# Ferruccio Gard
Ferruccio Gard (Vestignè, 18 dicembre 1940) è un telecronista sportivo e pittore italiano.

## Biografia

### Attività giornalistica
Come telecronista ha acquisito notorietà nazionale lavorando alla trasmissione 90º minuto condotta da Paolo Valenti, per la quale era inviato dal campo dell'Hellas Verona, il Bentegodi.
A rendere celebre 90º minuto, trasmissione entrata nella storia della televisione italiana, erano i famosi componenti della cosiddetta "Banda Valenti", vale a dire il conduttore Paolo Valenti e gli inviati dai campi Cesare Castellotti (Torino), Giorgio Bubba (Genova), Tonino Carino (Ascoli), Ferruccio Gard (Vicenza e Verona), Marcello Giannini (Firenze), Gianni Vasino (Milano) e Luigi Necco (Napoli e Avellino), Piero Pasini (Bologna), Emanuele Giacoia (Catanzaro). 
Prima della fondazione di Rai 3, che privilegiò la territorialità regionale dei giornalisti delle varie sedi, era stato l'unico inviato di 90º minuto con dirette da Roma (Roma e Lazio), Milano (Milan e Inter), Torino (Juventus e Torino), Udine (Udinese), Vicenza e Verona.

### Attività artistica
Noto esponente della corrente dell'op art, ha affiancato alla carriera giornalistica una lunga attività espositiva.
Ha infatti partecipato a sette edizioni della Biennale di Venezia (1982,1986, '95, 20072009, 2011, Padiglione Nazionale Italia, Arsenale e 2017, Arte programmata e cinetica del Verifica 8+1), alla Quadriennale di Roma (1986) e alla 15. Biennale Architettura (2016).
Sue opere sono esposte nella Collezione della Farnesina sull'Arte Italiana Contemporanea alla Galleria internazionale d'arte moderna di Venezia, al MAGI '900 - Museo delle eccellenze artistiche e storiche italiane e al Museo Satoru Sato di Osaka, in Giappone.
È considerato fra gli artisti storicizzati dell'arte programmata, cinetica e optical che pratica, fra i primi in Italia, dal 1969.